# Alen Liverić
Alen Liverić (Rijeka, 14. lipnja 1967.) je hrvatski kazališni, televizijski i filmski glumac.

## Filmografija

### Televizijske uloge
- "Ples sa zvijezdama" kao natjecatelj (2023.)
- "Kumovi" kao Damir (2022. - 2023.)
- "Nestali" kao zapovjednik HV-a (2022.)
- "Drugo ime ljubavi" kao Šole (2019. – 2020.)
- "General" kao brodski putnik (2019.)
- "Žigosani u reketu" kao Mateo (2018.)
- "Počivali u miru" kao Ante Leko (2018.)
- "Sindrom Halla" kao ruski kriminalac (rekonstrukcija izgubljenog filma Napad na narodnu banku u Rijeci iz 1909.) (2017.)
- "Novine" kao Toni Nardelli (2016. – 2018.)
- "Vatre ivanjske" kao Patrik Vidan (2014. – 2015.)
- "Zora dubrovačka" kao Đivo Knego (2013. – 2014.)
- "Stella" kao Franjin prijatelj (2013.)
- "Larin izbor" kao Zoran Armanini (2011. – 2012.)
- "Usta usta" kao Dr. Pietrić (2011.)
- "Hitna 94" kao Dr. Tomislav Matić (2008.)
- "Dobre namjere" kao Sven (2007. – 2008.)
- "Luda kuća" kao Joško Kakariga (2005.; 2007. – 2008.)
- "Bumerang" kao Boško Krivić (2005.)
- "Duga mračna noć" kao Jozef Schmit (2005.)
- "Zagrljaj" kao Lojz (1988.)

### Filmske uloge
- "Divljaci" kao Zolja (2022.)
- "Po tamburi" kao Albino Aboridin (2021.)
- "Plavi cvijet" kao Jakov (2021.)
- "General" kao brodski putnik (2019.)
- "F20" kao Baja (2018.)
- "Dom" (2018.)
- "Mrtve ribe" kao Zec (2017.)
- "Posljednji Bunar" kao trgovac (2017.)
- "S one strane" kao Vuletić (2016.)
- "Broj 55" kao izviđač (2014.)
- "Hitac" kao Matija (2013.)
- "Zagonetni dječak" kao profesor tjelesnog Mlinarić (2013.)
- "Mezanin" kao šef (2011.)
- "Josef" kao natporučnik Tiffenbach (2011.)
- "Fleke" kao doktor Mario (2011.)
- "Ničiji sin" kao Ivan Barić (2008.)
- "Duga mračna noć" kao Jozef Schmit (2004.)
- "Sjećanje na Georgiju" kao Ivan Starčević (2002.)
- "Četverored" kao Blaž Blažinić (1999.)
- "Transatlantik" kao Luka (1998.)
- "Muka" kao Đaval (1994.)
- "Vježbanje života" (1991.)
- "Karneval, anđeo i prah" kao šegrt (1990.)

### Sinkronizacija
- "DC Liga Super-ljubimaca" kao Batman/Bruce Wayne (2022.)
- "Lego Film 2" kao Batman/Bruce Wayne (2019.)
- "Lego Batman Film" kao Batman/Bruce Wayne (2017.)
- "Ledeno doba: Veliki udar" kao Bucki Leo Bucki Lei (2016.)
- "Rode" kao Hunter (2016.)

## Vanjske poveznice
- Hrvatsko narodno kazalište Ivana pl. Zajca Rijeka: Alen Liverić (životopis)
- [neaktivna poveznica]
- Alen Liverić u internetskoj bazi filmova IMDb-u (engl.)